# Police (film)
 For alternative betydninger, se Police. (Se også artikler, som begynder med Police)
Police er en fransk film fra 1985 instrueret af Maurice Pialat og med blandt andre Gérard Depardieu og 
Sophie Marceau i de ledende roller.

## Handling
Filmen handler om den både brutale og følsomme Mangin (Gérard Depardieu), der ser sit liv vendt på hovedet ved sit møde med Noria (Sophie Marceau). Deres kærlighed blomstrer midt i en virkelighed, der er domineret af narkohandel.
Police er en krimi, der illustrerer problemerne mellem politifolk, forbrydere og advokater i det parisiske "miljø".

## Medvirkende
- Gérard Depardieu - Louis Vincent Mangin
- Sophie Marceau - Noria
- Richard Anconina - Lambert
- Pascale Rocard - Marie Vedret
- Sandrine Bonnaire - Lydie
- Frank Karaoui - René
- Jonathan Leïna - Simon
- Jacques Mathou - Gauthier
- Bernard Fuzellier - Nez Cassé
- Bentahar Meaachou - Claude
- Yann Dedet - Dédé
- Mohamed Ayari - Momo
- Abdel Kader Touati - Maxime
- Jamil Bouarada - Jean
- Bechir Idani - Barmanden René